# Polyacme colorata
Polyacme colorata là một loài bướm đêm trong họ Geometridae.